# Henri-Léopold Lévy
Henri-Léopold Lévy, född den 23 september 1840 i Nancy, död den 29 december 1904 i Paris, var en fransk målare.
Lévy påverkades i främsta rummet av Delacroix och målade ämnen ur antikens historia och helgonlegenden, som Herodias med Johannes döparens huvud, Sarpedon och Den döde Kristus (de båda sistnämnda i Luxembourgmuseet).